# Grammatica cinese
Il cinese moderno presenta una grammatica semplice rispetto a quella delle lingue indoeuropee. Essa si basa sulle variazioni sintattiche dei termini nel contesto della frase, e non presenta alcuna forma di variazione nei singoli vocaboli che esprimano il genere, il numero o la coniugazione di questi.

## Fraseologia

### Struttura della frase
Nelle lingue cinesi, una frase transitiva è costituita da un soggetto, seguito da un verbo e da un complemento oggetto. La sintassi è quindi soggetto-verbo-oggetto per i predicati transitivi.

### Nome
Nella frase, il nome è ciò che svolge la funzione di oggetto o soggetto. I nomi scritti possono essere costituiti da uno o più caratteri, chiamati morfemi, corrispondenti, nella lingua parlata, ad una o più sillabe. Esempi di nomi sono i seguenti:
| nome | pīnyīn    | significato                |
| ---- | --------- | -------------------------- |
| 书   | shū       | libro                      |
| 人   | rén       | persona (né uomo né donna) |
| 先生 | xiānsheng | signore                    |
| 朋友 | péngyou   | amico                      |

Non vi è alcuna distinzione fra un nome maschile o femminile, oppure plurale o singolare, tranne che, in alcuni casi, per suffissi particolari. In alcuni nomi, ad esempio, il plurale viene indicato con il suffisso 们 men nel seguente modo:
| 先生      | 先生们       |
| xiānsheng | xiānshengmen |
| Signore   | Signori      |

| 朋友    | 朋友们     |
| Péngyou | Péngyoumen |
| Amico   | Amici      |

Questo plurale, tuttavia, è usato prevalentemente per enfatizzare l'idea di pluralità. Laddove quest'ultima sia sottintesa o facilmente rilevabile dal contesto, l'uso di 们 men può risultare superfluo.

### Possesso
Per esprimere il possesso, in cinese si fa precedere il determinante (in questo caso genitivo) al determinato, cioè il soggetto della frase, interponendo fra i due la particella 的 “de”, nel seguente modo:
先生 - 书
xiānsheng - shū.
signore - libro.
先生的书
xiānsheng de shū.
il libro del signore.

Per meglio ricordare si potrebbe dire che l'uso di de assomiglia talvolta al genitivo sassone inglese:
老师的书。
Lǎoshī de shū.
Teacher's book.

Nel caso in cui il genitivo implichi una stretta relazione fra il determinante e il determinato (un caso potrebbe essere quando si tratta di parenti o conoscenti, ma non solo) , il suffisso “de” non viene utilizzato: in questo caso, il genitivo precede semplicemente il soggetto.
Da notare l'esempio precedente:
老师书。
Lǎoshī shū.
Teacher's book.

Questo accade perché la relazione tra 老师 e 书 è semanticamente diretta; determinante e determinato sono strettamente correlati. 
Spesso la particella 的 de sfrutta la costruzione determinante + 的 + determinato per poter rendere le frasi relative italiane. Ad esempio:
我认识一些学习中文文学的学生。
Wǒ rènshi yīxiē xuéxí zhōngwén wénxué de xuéshēng.
Io conosco alcuni studenti che studiano letteratura cinese.

### Aggettivi dimostrativi
In cinese, gli aggettivi dimostrativi sono seguiti dal nome a cui si riferiscono. I principali aggettivi dimostrativi sono riportati di seguito:
- 这 (个) “zhè” (ge) = questo (seguito da particella classificativa)
- 这些 “zhè xiē” = questi
- 那 (个) “nà” (ge) = quello (seguito da particella classificativa)
- 那些 “nà xiē” = quei

Ecco un esempio di aggettivo dimostrativo nel contesto della frase:
- 那本书 “nà bĕn shū” = quel (particella classificativa per libro) libro
- 这些先生们 “zhè xiē xiānshengmen” = questi signori

A questi aggettivi dimostrativi va ad aggiungersi il sostituto interrogativo 哪 nǎ (quale?) che va, anch'esso, sempre seguito da un classificatore, di modo che si avranno frasi del tipo:
- 哪个人？Nǎ ge rén? Quale persona?
- 哪本书？Nǎ běn shū? Quale libro?
- 哪张飞机票？Nǎ zhāng fēijī piào? Quale biglietto aereo?
- 哪支笔？Nǎ zhī bǐ? Quale penna?

### Verbo
Il verbo segue sempre il soggetto nella frase e, se transitivo, è sempre seguito dal complemento oggetto. In cinese, i verbi vengono sempre espressi alla forma infinita, in quanto non hanno coniugazioni. Esempi di verbi sono i seguenti:
- 是 “shì” = essere
- 有 “yŏu” = avere
- 去  “qù” = andare (transitivo)
- 吃  “chī” = mangiare
- 喝  “hē” = bere

I verbi transitivi vengono introdotti nella frase nel seguente modo:
- 这本书是先生的  “zhè bĕn-shū-shì-xiānsheng-de” = questo libro è del signore (questo-libro-è-signore-appartenenti) Per il plurale basta aggiungere la quantità davanti a (本)  这2本书是先生的.
- 他喝茶 “tā hē chá” = egli beve il tè (egli-bere-tè)

I verbi intransitivi non sono generalmente seguiti da preposizioni, bensì dal rispettivo complemento:
- 他去中国 “tā qù zhōngguó” = egli va in Cina (egli-andare-Cina)

### Aggettivo
In cinese, l'aggettivo precede il nome a cui si riferisce. Se la frase è interamente basata sull'aggettivo, tuttavia, si ricorre all'uso del suffisso “de”, che viene posizionato subito dopo di questo. Nella sintassi fiore-essere-bianco-colore-suffisso “de”, il vocabolo 颜色 “yánsè” segue sempre un aggettivo che determina il colore del soggetto. Esempio:
花是白颜色的
huā shì bái yánsè de
il fiore è bianco

### Comparativi
Come in italiano, nella lingua cinese esistono il comparativo di maggioranza, uguaglianza e minoranza. Ecco come si formano:
- Maggioranza: A + (bǐ)比 + B + aggettivo: 上海比北京大(shànghǎi bǐ běijīng dà) Shanghai è più grande di Pechino
- Minoranza: A + (méi)没 + B + aggettivo: 他没他年轻 (tā méi tā niánqīng) lui è meno giovane di lui
- Uguaglianza: A + (gēn)跟 + B + aggettivo: 这辆车跟那辆车一样旧（zhèliàngchē gēn nàliàngchē yīyang jiù) questa e quella macchina sono ugualmente vecchie

### Superlativo relativo e assoluto
Il superlativo relativo si forma con la particella 最 zuì (il più..). Esempio:
最快
zuìkuài
Il più veloce
Il superlativo assoluto si costruisce con queste forme:
- aggettivo + aggettivo: 小小 xiǎoxiǎo (piccolissimo)
- 很 hěn (molto) + aggettivo: 很真 hěnzhēn (molto serio)
- 太 tài (troppo) + aggettivo + 了 le: 太好吃了 tài hǎochī le (buonissimo)
- 极# jí (estremamente) + aggettivo: 极讨厌 jítǎoyàn (noiosissimo)

1. 极 jí può essere utilizzato anche come intensificatore e in tal caso va posto dopo l'aggettivo (e non prima) con l'aggiunta di 了 finale. Ad esempio:

这个菜是好吃极了。
Zhège cài shì hàochī jíle.
Questo pasto è estremamente delizioso.

### Pronome
Di seguito sono riportati i pronomi singolari del cinese:
- 1° persona 我 “wŏ” = io
- 2° persona 你 “nĭ” = tu
- 3° persona 他 “tā” = egli, 她 “tā” = ella, 它 “tā” = esso

I pronomi plurali vengono formulati con l'aggiunta del suffisso 们 “men” nel seguente modo:
- 1° persona 我们 “wŏ men” = noi
- 2° persona 你们 “nĭ men” = voi
- 3° persona 他们 “tā men” = essi

### Negazione
In cinese per volgere i verbi alla forma negativa, bisogna farli precedere dall'avverbio  不 “bù”. Esempi di frasi negative sono le seguenti:
- 这本书不是先生的  “zhè bĕn shū bú shì xiānsheng de” = questo libro non è del signore
- 花不是白颜色的 “huā bú shì bái yánsè de” = il fiore non è bianco

NB: l'avverbio 不 ha un quarto tono (bù), ma diventa secondo se precede un altro quarto tono. Cfr. gli esempi qui sopra: "不是" si legge "búshì".
Fa eccezione il verbo avere 有 “yǒu” che solitamente viene negato dall'avverbio di negazione 没 “méi”. Le modalità di utilizzo sono identiche a 不 “bu”.
我没有小狗。
wǒ méiyǒu xiǎo gǒu"
Io non ho un (o dei) piccolo (o piccoli) cane (o cani).

### Interiezioni e onomatopee
Le principali interiezioni sono:
- di gioia: 啊ā—哈哈hāhā—嘿嘿hēihēi
- di disprezzo: 嗬hē—呵hē
- di tristezza: 唉ài—哎āi
- di sorpresa: 哎呀āiyā
- di dolore: 哎呀āiyā
- di rassegnazione: 哼hēng
- di rabbia: 呸pèi
- di richiamo: 喂wèi

Le principali onomatopee sono:
- 哈哈 hāhā (risata)
- 叮当 dīngdāng (campane, rumore di due oggetti che si urtano)
- 喵喵 miāomiāo (miagolio)
- 哞哞 mōumōu (muggito)
- 往往 wāngwāng (l'abbaiare)
- 嗡嗡 wēngwēng (ronzio)
- 乒 pīng (sparo)
- 滴答 dīdā (tic-toc)
- 哇 wā (pianto di un neonato)

### Interrogazione
Nella lingua cinese vi sono tre tipi distinti di domanda:
- L'uso di particelle interrogative al fondo della frase, una di queste (la più usata) è 吗(ma, tono neutro). Es. 你是安娜吗？Nǐ shì ānnà ma? Tu sei Anna?
- L'utilizzo di pronomi interrogativi, come 谁(shuí, chi), 哪(nǎ, quale), 哪儿(nǎ'r, dove). Es. 你去哪儿? Nǐ qù nǎ'r ? Dove vai?
- Far susseguire al verbo positivo lo stesso verbo negativo, l'equivalente della forma italiana -essere o non essere- -fare o non fare-. Es. 你是不是保罗？Nǐ shì bùshì Bǎoluó? Tu -sei o non sei- Paolo? Una traduzione a questo tipo di domanda che non usa il "verbo non verbo" è comunque corretta: tu sei Paolo?

### Classificatori
Per specificare la quantità attribuita ad un nome, in cinese è necessario posizionare, fra il nome ed il numerale, una particella classificativa, o “classificatore”, corrispondente al nome stesso od alla categoria di nomi che lo caratterizza (che è generalmente una proprietà dell'oggetto riferito al nome).